# کتابخانه ملی مالزی

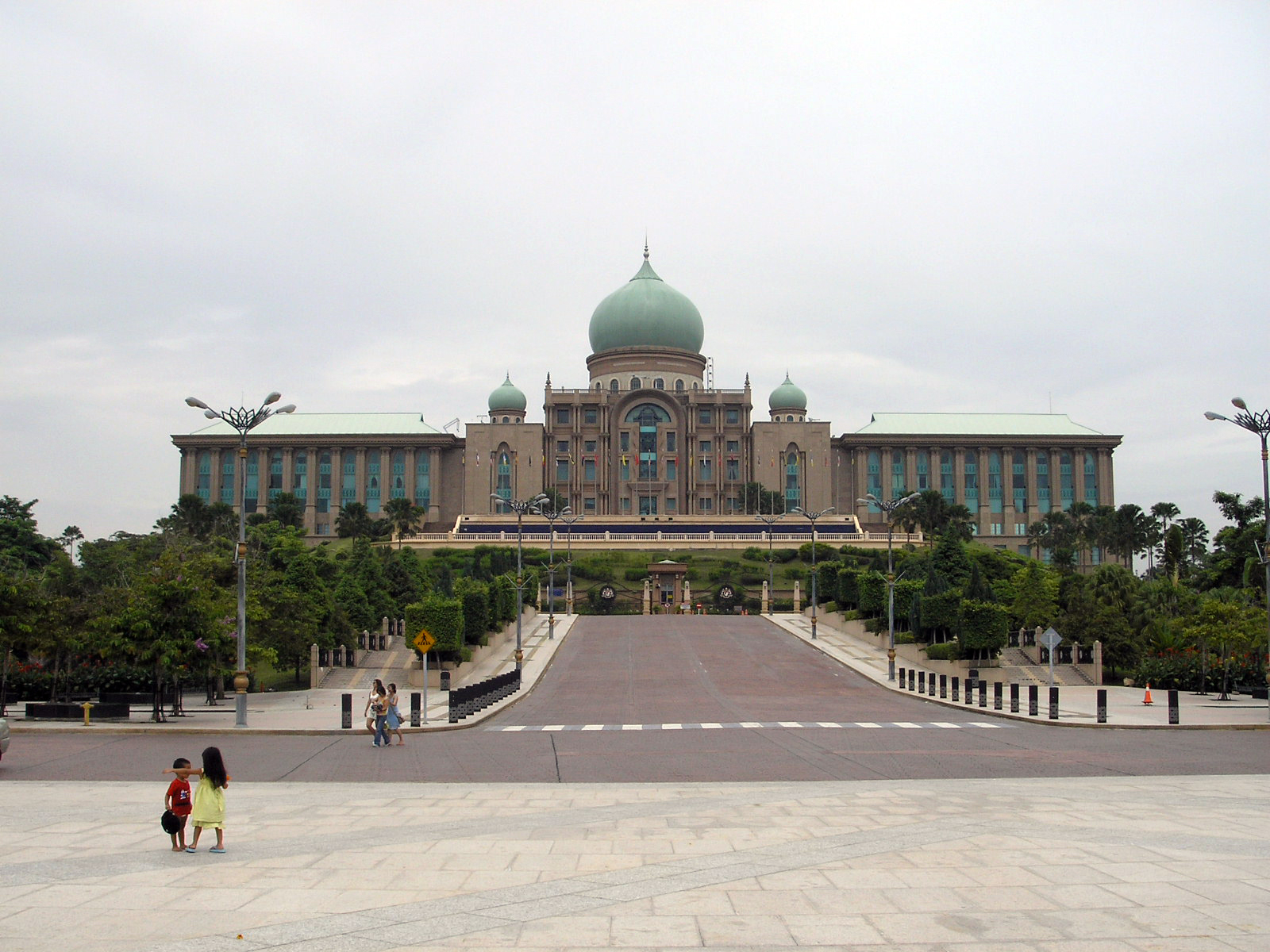
دفتر نمایندگان پارلمان مالزی، پوتراجایا

کتابخانه ملی مالزی در شهر کوالا لامپور پایتخت کشور مالزی قرار دارد و کتابخانه واسپاری این کشور است. نخستین نشانه ای که می‌تواند دلیل بر تأیید تأسیس کتابخانه ملی باشد در سال ۱۹۵۹ از سوی نخست‌وزیر وقت ابراز شد. چهار سال بعد در نوامبر ۱۹۶۳، نخست‌وزیر از رئیس آرشیو ملی خواست تا دربارهٔ ایجاد کتابخانه ملی مالزی در کوالا لامپور مطالعه کند و گزارشی ارائه دهد. به دنبال ارائه گزارش، دولت در سال ۱۹۶۶ دستور ایجاد کمیته کتابخانه ملی را صادر کرد. به عنوان نخستین قدم، در سال ۱۹۶۶ واحد جدیدی با عنوان «واحد خدمات کتابخانه ملی» در آرشیو ملی مالزی ایجاد گردید و کتابدار با تجربه‌ای به مدیریت آن واحد گمارده شد.

## فعالیت
فعالیت اصلی کتابخانه ملی مالزی به سه موضوع اصلی تقسیم می‌شود که عبارتند از: فعالیت مدیریت، فعالیت توسعه کتابخانه و فعالیت خدمات اطلاعاتی. هر فعالیتی برای دستیابی به اهداف و مقاصد کتابخانه ملی مالزی توسط زیر فعالیت یا بخش پشتیبانی می‌شود.
یکم. فعالیت مدیریت
- مدیریت و منابع انسانی
- برنامه‌ریزی و ارتباطات شرکتی

دوم. فعالیت توسعه کتابخانه
- شبکه دانش اطلاعات
- تدوین و مستندسازی مجموعه ملی

سوم. فعالیت خدمات کتابخانه
- خدمات مالزیایی
- خدمات اطلاعات عمومی
- خدمات پردانا (PERDANA)